# 第32回アカデミー賞
第32回アカデミー賞（だい32かいアカデミーしょう）は1960年4月4日に現地時間:午後7時30分よりカリフォルニア州ロサンゼルス市ハリウッドにあるRKOパンテージーズ・シアターにて受賞発表・授賞式が挙行された。司会はボブ・ホープ。『ベン・ハー』が11部門で受賞し、記録を塗り替えた。その後、『タイタニック』・『ロード・オブ・ザ・リング/王の帰還』がタイ記録を樹立するも、現在も更新はされていない。

## 候補・受賞結果一覧
受賞作・受賞者を太字で示す。
また、以下での人名表記は
1. 作品の日本語公式情報およびAMPAS公式サイトの日本版とWOWOWによる授賞式放送での表記に準ずる。
2. 見当たらない場合はデータベースサイトなどを参考。
3. それでもない場合は英語表記のままとする。

太文字のものが受賞である。
| 作品賞 | 監督賞 |
| --- | --- |
| - 『ベン・ハー』 - サム・ジンバリスト（死後の受賞） - 『或る殺人』 - オットー・プレミンジャー - 『アンネの日記』 - ジョージ・スティーヴンス - 『尼僧物語』 - ヘンリー・ブランク - 『年上の女』 - ジョン・ウルフ、ジェームズ・ウルフ | - ウィリアム・ワイラー – 『ベン・ハー』 - ビリー・ワイルダー – 『お熱いのがお好き』 - フレッド・ジンネマン – 『尼僧物語』 - ジャック・クレイトン – 『年上の女』 - ジョージ・スティーヴンス – 『アンネの日記』 |
| 主演男優賞 | 主演女優賞 |
| - チャールトン・ヘストン – 『ベン・ハー』 - ローレンス・ハーヴェイ – 『年上の女』 - ジャック・レモン – 『お熱いのがお好き』 - ポール・ムニ – The Last Angry Man - ジェームズ・スチュアート – 『或る殺人』 | - シモーヌ・シニョレ – 『年上の女』 - ドリス・デイ – 『夜を楽しく』 - オードリー・ヘプバーン – 『尼僧物語』 - キャサリン・ヘプバーン – 『去年の夏 突然に』 - エリザベス・テイラー – 『去年の夏 突然に』 |
| 助演男優賞 | 助演女優賞 |
| - ヒュー・グリフィス – 『ベン・ハー』 - アーサー・オコンネル – 『或る殺人』 - ジョージ・C・スコット – 『或る殺人』 - ロバート・ヴォーン – 『都会のジャングル』 - エド・ウィン – 『アンネの日記』 | - シェリー・ウィンタース – 『アンネの日記』 - ハーマイアニ・バドリー – 『年上の女』 - スーザン・コーナー – 『悲しみは空の彼方に』 - ファニタ・ムーア – 『悲しみは空の彼方に』 - セルマ・リッター – 『夜を楽しく』 |
| 脚色賞 | 脚本賞 |
| - 『年上の女』 – ニール・パタースン - 『或る殺人』 – ウェンデル・メイズ - 『ベン・ハー』 – カール・タンバーグ - 『お熱いのがお好き』 – ビリー・ワイルダー、I・A・L・ダイアモンド - 『尼僧物語』 – ロバート・アンダーソン | - 『夜を楽しく』 – ラッセル・ラウズ、クラレンス・グリーン、スタンリー・シャピロ、モーリス・リッチリン - 『北北西に進路を取れ』 - アーネスト・レーマン - 『大人は判ってくれない』 - フランソワ・トリュフォー、マルセル・ムーシー - 『ベティコート作戦』 – ジョゼフ・ストーン、ポール・キング、スタンリー・シャピロ、モーリス・リッチリン - 『野いちご』 – イングマール・ベルイマン |
| 外国語映画賞 | |
| - 『黒いオルフェ』 ( フランス) - 『橋』 ( 西ドイツ) - Village pn the Rive ( オランダ) - 『戦争・はだかの兵隊』 ( イタリア) - Paw ( デンマーク) | |
| 長編ドキュメンタリー映画賞 | 短編ドキュメンタリー映画賞 |
| - 『猛獣境ゴロンゴロ』 - The Race for Space | - 『ガラスはジャズる』 – - 『Donald in Mathmagic Land』 - 『From Generation to Generation』 |
| 短編実写映画賞 | 短編アニメ映画賞 |
| - 『The Golden Fish』 – ジャック＝イヴ・クストー - 『Between the Tides』 – イアン・ファーガソン - 『Mysteries of the Deep』 – ウォルト・ディズニー - 『The Runnning, Jumping, And Standing Still Film』 – ピーター・セラーズ - 『Skyscraper』 – Shirley Clarke、Willard Van Dyke | - 『Moonbird』 – - 『Mexicali Shmoes』 - 『Noah's Ark』 - 『The Violinist』 |
| 劇・喜劇映画音楽賞 | ミュージカル映画音楽賞 |
| - 『ベン・ハー』 – ミクロス・ローザ - 『渚にて』 – アーネスト・ゴールド - 『夜を楽しく』 – フランク・デ・ヴォール - 『アンネの日記』 – アルフレッド・ニューマン - 『尼僧物語』 – フランツ・ワックスマン | - 『ポギーとベス』 – アンドレ・プレヴィン、ケン・ダービー - 『L'il Abner』 – ネルソン・リドル、ジョセフ・J・リリー - 『ひとこと言って』 – ライオネル・ニューマン - 『眠れる森の美女』 – ジョージ・ブランズ - 『5つの銅貨』– リース・スティーヴンス |
| 歌曲賞 | 録音賞 |
| - 「ハイ・ホープス」 （『花婿来たる』） – ジェームズ・ヴァン・ヒューゼン（作曲）、サミー・カーン（作詞） - "The Best of Everything" （『大都会の女たち』） – アルフレッド・ニューマン（作曲）、サミー・カーン（作詞） - "The Five Pennies" （『5つの銅貨』） – シルヴィア・ファイン（作曲・作詞） - "The Hanging Tree" （『縛り首の木』） – ジェリー・リヴィングストン（作曲）、マック・デヴィッド（作詞） - "Strange Are The Ways of Love" （『The Young Land』） – ディミトリー・ティオムキン（作曲）、ネッド・ワシントン（作詞） | - 『ベン・ハー』 – フランク・E・ハミルトン - 『地底体験』 – カール・フォークナー - 『Libel』 – A・W・ワトキンス - 『ポギーとベス』 – ゴードン・E・ソーヤー、フレッド・ヘインズ - 『尼僧物語』 – ジョージ・R・グローヴス |
| 美術賞 (白黒) | 美術賞 (カラー) |
| - 『アンネの日記』 – ライル・R・ウィーラー、ジョージ・W・デイヴィス、ウォルター・M・スコット、スチュアート・A・レイス - 『果てしなき夢』 – ハル・ペルイレ、ウォルター・タイラー、サム・コマー、アーサー・クラムズ - 『お熱いのがお好き』 – テッド・ハワース、エドワード・G・ゴイル - 『去年の夏 突然に』 – オリヴァー・メッセル、ウィリアム・ケルナー、スコット・スリモン - 『The Last Angry Man』 – カール・アンダーソン、William Kiernan                                                                                          | - 『ベン・ハー』 – ウィリアム・A・ホーニング、エドワード・C・カーファノ、ヒュー・ハント - 『地底体験』 – ライル・R・ウィーラー、Franz Bachelin、ヘルマン・A・ブルメンタル、ウォルター・M・スコット、ジョセフ・キッシュ - 『北北西に進路を取れ』 – ウィリアム・A・ホーニング、ロバート・ボイル、メリル・パイ、ヘンリー・グレース、フランク・マクケルビー - 『夜を楽しく』 – リチャード・H・リデル、ラッセル・A・ガウスマン、ルーディ・R・レヴィット - 『聖なる漁夫』 – John De Cuir、ジュリア・ヘロン |
| 撮影賞 (白黒) | 撮影賞 (カラー) |
| - 『アンネの日記』 – ウィリアム・C・メラー - 『或る殺人』 – サム・リーヴィット - 『果てしなき夢』 – ジョセフ・ラシェル - 『お熱いのがお好き』 – チャールズ・ラング.Jr - 『都会のジャングル』 – ハリー・ストラドリング | - 『ベン・ハー』 – ロバート・A・サーティース - 『ボギーとベス』 – レオン・シャムロイ - 『聖なる漁夫』 – リー・ガームス - 『五つの銅貨』 – ダニエル・L・ファップ - 『尼僧物語』 – フランツ・プラナー |
| 衣裳デザイン賞 (白黒) | 衣裳デザイン賞 (カラー) |
| - 『お熱いのがお好き』 – オリー・ケリー - 『果てしなき夢』 – イーディス・ヘッド - 『アンネの日記』 – チャールズ・ルメイヤ、メアリー・ウィルズ - 『奥様の裸は高くつく』 – ヘレン・ローズ - 『都会のジャングル』 – ハワード・シュープ | - 『ベン・ハー』 – エリザベス・ハッフェンデン - 『ボギーとベス』 – アイリーン・シャラフ - 『大都会の女たち』 – アデール・パーマー - 『聖なる漁夫』 – レニー - 『五つの銅貨』 – イーディス・ヘッド |
| 編集賞 | 特殊効果賞 |
| - 『ベン・ハー』 – ラルフ・E・ウィンタース、ジョン・D・ダニング - 『或る殺人』 – ルイス・R・ローフラー - 『北北西に進路を取れ』 – ジョージ・トマシーニ - 『渚にて』 – フレデリック・ナッドストン - 『尼僧物語』 – ウォルター・トンプソン | - 『ベン・ハー』 – A・アーノルド・ギレスピー、ロバート・マクドナルド、マイロ・ローリー - 『地底体験』 – L・B・アボット、ジェームズ・B・ゴードン、カール・フォークナー |

### アカデミー名誉賞
- リー・デフォレスト、バスター・キートン

### ジーン・ハーショルト友愛賞
- ボブ・ホープ（プレゼンター:B.B. Kahane）

## プレゼンター
- リチャード・コンテ、アンジー・ディキンソン（美術賞）
- ゲイリー・クーパー（作品賞）
- トニー・カーティス（脚本賞）
- ジャネット・リー（脚色賞）
- エドワード・カーティス（撮影賞）
- アリーン・ダール、フェルナンド・ラマス（衣裳デザイン賞）
- ドリス・デイ（歌曲賞）
- オリヴィア・デ・ハヴィランド（助演男優賞）
- エドモンド・オブライエン（助演女優賞）
- ミッツィー・ゲイナー（長編ドキュメンタリー映画賞）
- Haya Harareet（特殊効果賞）
- スーザン・ヘイワード（主演男優賞）
- ロック・ハドソン（主演女優賞）
- Eric Johnston（外国語映画賞）
- ジーン・ケリー（音楽賞）
- カール・ライナー、ホープ・ラング（短編ドキュメンタリー映画賞）
- バーバラ・ラッシュ（英語版）（編集賞）
- ロバート・ワグナー、ナタリー・ウッド（録音賞）
- ジョン・ウェイン（監督賞）

## 統計
- ノミネート数が多い順、同数の場合は受賞数順。

| 候補数            | 作品名             | 部門 | 受賞数 |
| ----------------- | ------------------ | --- | ------ |
| 12                | ベン・ハー         | 作品賞、監督賞、主演男優賞、助演男優賞、脚色賞、撮影賞（カラー）、劇・喜劇映画音楽賞、美術賞（カラー）、衣裳デザイン賞（カラー）、特殊効果賞、音響賞、編集賞 | 11     |
| 8                 | アンネの日記       | 作品賞、助演男優賞、助演女優賞、監督賞、撮影賞（白黒）、劇・喜劇映画音楽賞、美術賞（白黒）、衣裳デザイン賞                                                   | 3      |
| 8                 | 尼僧物語           | 作品賞、主演女優賞、監督賞、脚色賞、撮影賞、劇・喜劇映画音楽賞、音響賞、編集賞                                                                               |        |
| 6                 | 年上の女           | 作品賞、監督賞、主演男優賞、主演女優賞、助演女優賞、脚色賞                                                                                                   | 2      |
| 6                 | お熱いのがお好き   | 主演男優賞、監督賞、脚色賞、撮影賞、美術賞、衣裳デザイン賞（白黒）                                                                                           | 1      |
| 6                 | 或る殺人           | 作品賞、主演男優賞、助演男優賞、脚色賞、撮影賞、編集賞 |        |
| 5                 | 夜を楽しく         | 主演女優賞、助演女優賞、脚本賞、劇・喜劇映画音楽賞、美術賞                                                                                                   | 1      |
| 4                 | ポギーとベス       | 撮影賞、ミュージカル映画音楽賞、衣裳デザイン賞、音響賞 | 1      |
| 4                 | 5つの銅貨          | 撮影賞、ミュージカル映画音楽賞、歌曲賞、衣裳デザイン賞 |        |
| 3                 | 都会のジャングル   | 助演男優賞、撮影賞、衣裳デザイン賞 |        |
| 3                 | 聖なる漁夫         | 撮影賞、美術賞、衣裳デザイン賞 |        |
| 3                 | 北北西に進路を取れ | 脚本賞、美術賞、編集賞 |        |
| 3                 | 果てしなき夢       | 撮影賞、美術賞、衣裳デザイン賞 |        |
| 3                 | 去年の夏 突然に    | 主演女優賞、美術賞 |        |
| 3                 | 地底探検           | 美術賞、音響賞、特殊効果賞 |        |
| 2                 | 悲しみは空の彼方に | 助演女優賞 |        |
| 2                 | 渚にて             | 編集賞、劇・喜劇映画音楽賞 |        |
| 2                 | 大都会の女たち     | 衣裳デザイン賞、歌曲賞 |        |
| 2                 | The Last Angry Man | 主演男優賞、美術賞 |        |
| 1- （受賞作のみ） | 黒いオルフェ       | 外国語映画賞 | 1      |
| 1- （受賞作のみ） | 波も涙も暖かい     | 歌曲賞 | 1      |
| 1- （受賞作のみ） | 猛獣は滅びず       | 長編ドキュメンタリー映画賞 | 1      |
| 1- （受賞作のみ） | Glass              | 短編ドキュメンタリー映画賞 | 1      |
| 1- （受賞作のみ） | The Golden Fish    | 短編実写映画賞 | 1      |
| 1- （受賞作のみ） | Moonbird           | 短編アニメ映画賞 | 1      |